# پارک ملی موما
پارک ملی موما (روسی: Момский природный парк) یک پارک ملی در استان یاقوتستان کشور روسیه است.